# Elektropraktiker (Ausbildung, Schweiz)
Elektropraktiker war eine Ausbildung in der Schweiz. Sie wurde vom Kanton Zürich getragen.
Im Jahr 2009 wurde die Ausbildung durch die Ausbildung zum "Automatikmonteur/in EFZ" ersetzt.

## Ablauf der Ausbildung
Die Lehre dauerte drei Jahre. Elektropraktiker werden im Lehrbetrieb und in Lehrwerkstätten oder überbetrieblichen Kursen ausgebildet. Während der ganzen Ausbildung besuchen sie die Berufsschule.
Bei sehr guten schulischen Leistungen kann während der Grundbildung die Berufsmittelschule besucht werden.

### Praktische Ausbildung
Die Lehre ist besonders für schulisch schwächere Jugendliche geeignet; es ist ein Einsteigerberuf für die Elektronikindustrie.
Die Grundausbildung, die in den ersten zwei Jahren stattfindet, ist eine fachgebietsübergreifende; sie umfasst Einführungskurse und eine Fachausbildung. Das Fachgebiet ist abhängig vom Lehrbetrieb und kann Elektromaschinen-Montage, Elektroanlagen-Montage, Elektronikgeräte-Montage, Informatikgeräte-Montage oder Metallveredelung sein und wird im dritten Lehrjahr ausgebildet.
Abschluss
Eidg. Fähigkeitszeugnis "Gelernte/r Elektropraktiker/in"

### Berufsschulunterricht
Die theoretische Ausbildung findet an den Berufsschulen statt. Die Fächer sind Sprache und Kommunikation, Recht und Gesellschaft, Elektrotechnik, Mathematik, Werkstoffkunde, Physik, Fachzeichnen und Normen und Apparate.

## Tätigkeiten
Elektropraktiker übernehmen einfache praktische Arbeiten in den Bereichen Elektrotechnik und Mechanik. Sie montieren, warten und reparieren Maschinen, Geräte und Anlagen, verdrahten elektrische Schaltungen, bestücken Leiterplatten und führen Inbetriebnahmen und Funktionskontrollen durch.
Elektropraktiker arbeiten meistens in Teams. Einfachere Arbeiten führen sie selbständig aus, anspruchsvollere Aufträge unter Anleitung spezialisierter Fachleute.
Elektropraktikerinnen montieren, warten und reparieren elektrische Maschinen und Anlagen sowie elektronische Geräte. Sie können entsprechende Pläne lesen und beherrschen die nötigen Werkstoffbearbeitungs-, Montage-, Verbindungs- und Verdrahtungstechniken. Fertig montierte Maschinen und Apparate nehmen sie in Betrieb, prüfen sie und nehmen Einstellarbeiten daran vor. Bei der Fehlersuche und bei Funktionskontrollen setzen sie Prüf- und Messinstrumente ein. Zusammen mit anderen Fachleuten bauen sie auch elektrische Steuerungen und Schaltungen.
Elektropraktikerinnen sind in verschiedenen Bereichen tätig und haben je nach Arbeitsort unterschiedliche Hauptaufgaben:
In der Elektromaschinen-Montage sind Elektropraktiker an der Herstellung von Elektromotoren beteiligt. Sie fertigen elektrische Wicklungen für Spulen an, montieren Motoren und führen Probeläufe durch.
In der Elektroanlagen-Montage befassen sich Elektropraktikerinnen mit Steuer- und Schaltanlagen. Sie montieren und verdrahten Apparate, Komponenten und Energieverteilanlagen. Am Schluss überprüfen sie, ob die Anlagen den Normen entsprechen.
In der Elektronikgeräte-Montage montieren Elektropraktiker Elektronik-Geräte. Unter anderem bestücken sie Leiterplatten. Dabei arbeiten sie mit feinsten Schraubenziehern, kleinen Zangen und Lötkolben, aber auch mit automatischen Bestückungsanlagen.
In der Informatikgeräte-Montage bauen Elektropraktikerinnen PC-Komponenten zusammen. Sie installieren und konfigurieren Computer und Peripheriegeräte korrekt.
In der Metallveredelung beschichten Elektropraktiker Metallteile. Sie sorgen für schöne, gleichmässige und widerstandsfähige Metalloberflächen. Dabei wenden sie ihre Kenntnisse in Galvanik an.

### Persönliche Voraussetzungen
Abgeschlossene Volksschule. Technisches Verständnis, praktische Veranlagung, Handgeschicklichkeit, Zuverlässigkeit, Ausdauer.

### Berufliche Perspektiven
- Fachkurse
- Zusatzlehre als Automatiker
- Elektroniker
- Informatiker Support
- Galvaniker
- Auch TS Elektrotechnik möglich